# 華特·迪士尼音樂廳

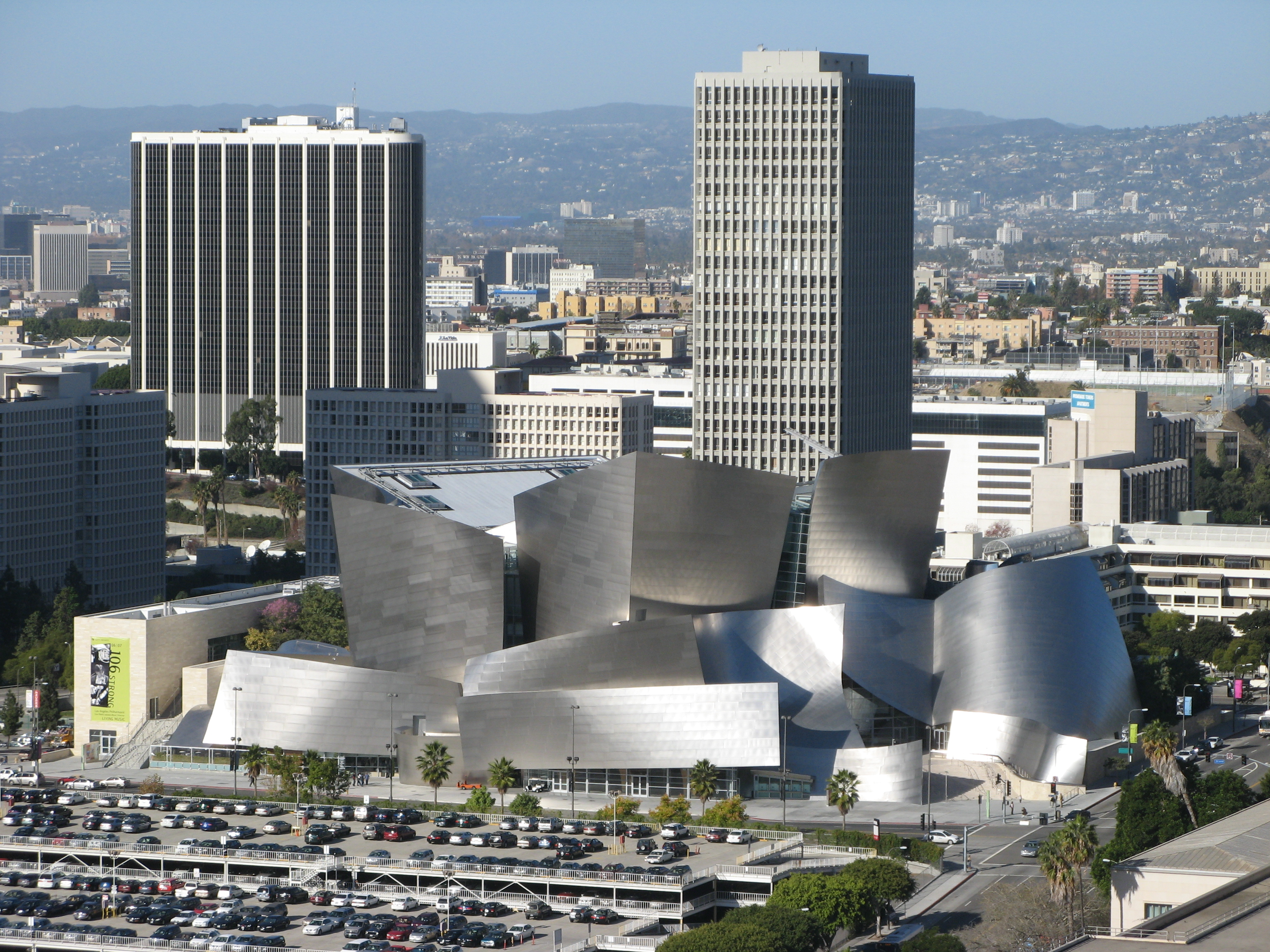
迪士尼音樂廳

华特·迪士尼音樂廳（英語：Walt Disney Concert Hall）位於美國加州洛杉磯，是洛杉矶音乐中心的第四座建物，由普利茲克建築獎得主法蘭克·蓋瑞設計，主廳可容納2265席，還有266個座位的羅伊迪士尼劇院以及百餘座位的小劇場。迪士尼音樂廳是洛杉磯愛樂乐团與合唱團的團本部。其独特的外觀，使其成為洛杉磯市中心南方大道上的重要地標。
迪士尼音樂廳落成於2003年10月23日，造型具有解構主義建築的重要特徵，以及強烈的蓋瑞金屬片狀屋頂風格。落成後，如同畢爾包古根漢美術館般，引起不少是否破壞市容的紛議，且建築學界亦質疑其內部空間是否提供音樂廳良好的聲學效果與設計。但在幾場音樂演出之後，與洛杉磯音樂中心另一棟重要音樂廳，多蘿西·錢德勒大廳相比，該音樂廳因其良好的音響效果而廣受讚譽。

## 建造

迪士尼音樂廳入口

此音樂廳的提案來自於華特·迪士尼的遺孀莉莉安，她宣布捐出5千萬美金建造一座以華特·迪士尼為名的音樂廳，並要具有最佳的音響效果，以及一個莉莉安喜歡的花園。法蘭克蓋瑞在1991年完成了設計圖後，獲得莉莉安的青睞，建造工程於1992年展開。
然而工程前期，在興建音樂廳地下停車場部份就大幅超出預算，停車場在1996年建好時，已花費9千萬到1億1千萬美金，導致洛杉磯縣議會須賣掉政府債券來彌補不足，工程進度的調配與其預算用料的拿捏，都引起不少爭議，地上建物也遲遲無法開工，幸而前洛杉磯市長理察·雷登(en)與加州慈善家艾里·博洛特(en)展開募款活動，地上建物才能在1999年的12月開工建造。
2003年此音樂廳落成時，包括地下停車場，造價已累計到2億7千4百萬美金，其中由迪士尼家族捐款有8仟450萬美金，迪士尼公司捐款2仟5百萬美金。相較於洛杉磯音樂中心的其他三棟建物（於1960年代建造，造價約3千5百萬美金），迪士尼音樂廳可說是洛杉磯有史以來最昂貴的音樂廳建物。

## 反光問題

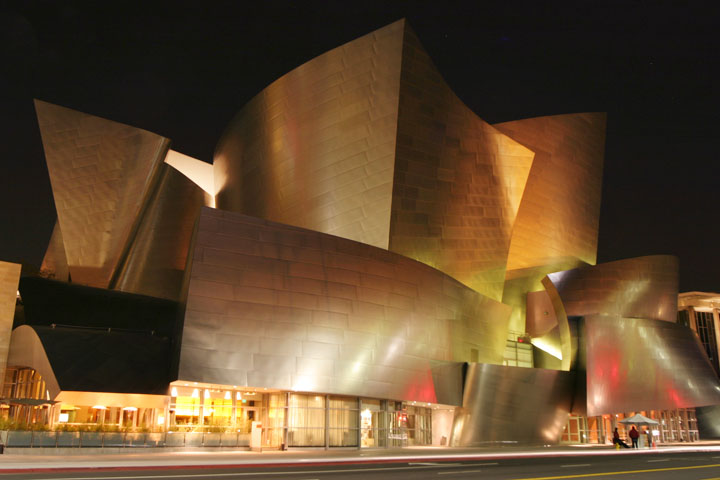
夜晚的迪士尼音樂廳

迪士尼音樂廳落成後，由於片狀屋頂的反射光引起周邊居民困擾，還產生了一些修正的額外費用。這些凹凸的抛光不鏽鋼板，如同大面的鏡子般，在日照強烈時，會反射炙熱的陽光到周邊的公寓裡，以至這些居民的空調費用爆增，且被反射到的街上，行人經過也都受不了突如其來的高熱，經測量後，路邊溫度可達60℃的高溫。
該音樂廳的售票員也表示，曾多次看到對面街上有施工用警告三角椎，受不了高熱而融化，亦發現有垃圾桶產生自燃現象。諸多的抱怨使得音樂廳不得不再花一筆錢，透過電腦分析，將容易折射光線到人們活動區域的幾片屋頂，使用噴砂的方式將其亮度減低，以避免同樣的問題再次發生。

## 管風琴

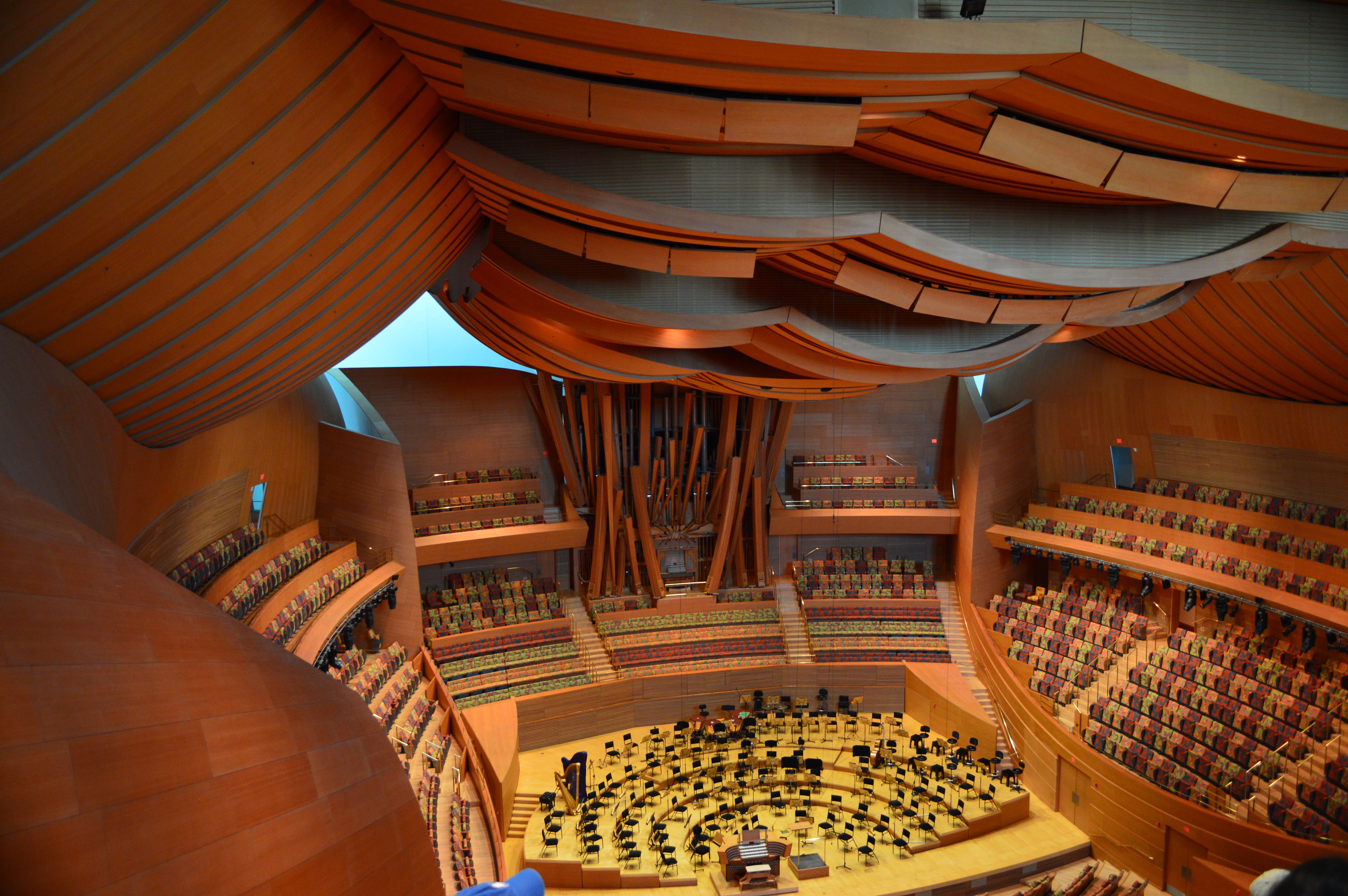
迪士尼音樂廳內部造型獨特的管風琴

此音樂廳的建築設計是結合管風琴，2003年此廳落成之後，訂做的管風琴依附於建築物施作，在2004年完成，並於2004年7月的全美管風琴師大會上試奏。第一次演出，則是2004年的9月30日，搭配知名聲樂家法蘭德瑞克·史旺的獨唱演出。至於公演則是2天後與洛杉磯愛樂同台演出，並以著名的管風琴家陶德·威爾森(en)為演出者。
由蓋瑞所畫的管風琴圖，有6125支音管組成，由於音管不如一般管風琴整齊排列，而是如同草叢般自由歪斜，一開始受到不少爭議，一些人認為與薯條包裝太過相似，有太多的管子集中在中央，並造成了許多不平衡的視覺角度（圖片 （页面存档备份，存于）），此管風琴的建造商為德國Caspar Glatter-Gotz，根據建造手冊來看，這座特別的管風琴，內建有電子式與機械式的控制台，演奏者透過踏板與鍵盤可以控制風管伸縮，讓不同管子的音色有所變化，蓋瑞綜合使用「浪漫式」的管風琴系統，與德國北部巴洛克的管風琴系統，在音栓上的變化更多，但操縱起來也相對複雜，彈奏台上甚至有一個閉路電視螢幕。更特別的是，彈奏台不像一般音樂廳的管風琴無法移動，迪士尼音樂廳的管風琴，猶如大型的平台式鋼琴，可在舞台上移動。且演奏台也較低。

## 流行文化
迪士尼音樂廳曾在美國知名卡通的第16季中出現過，建築師蓋瑞親自演出並配音，卡通中音樂廳後來被片中角色「燃燒先生」變成了一座監獄。

## 圖片

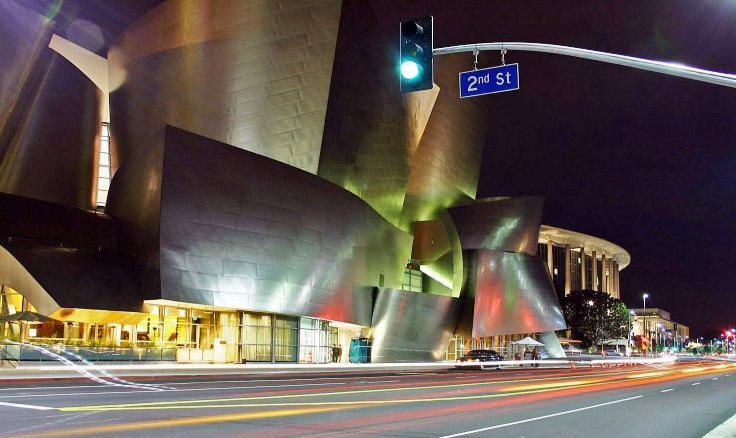
夜晚的音樂廳前街道
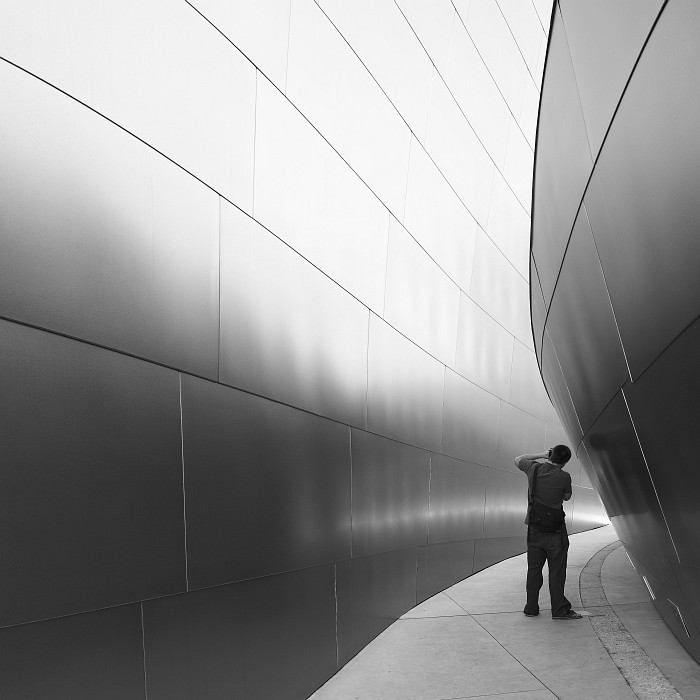
此音樂廳也成了攝影玩家的焦點

## 外部連結
- 迪士尼音樂廳 （页面存档备份，存于） 洛杉磯音樂中心官方網站
- 洛杉磯時報的報導 （页面存档备份，存于）
- arcspace.com上的文章與圖片 （页面存档备份，存于）

34°03′19″N 118°15′00″W / 34.0553°N 118.25°W